# Stazione meteorologica di Badia Polesine
La stazione meteorologica di Badia Polesine è la stazione meteorologica di riferimento relativa alla località di Badia Polesine. 
Dagli annali dell'ente ISPRA, fu operativa dal 1911 relativamente ai dati pluviometrici, dal 1938 per i dati termometrici fino all'ottobre 2002 e da gennaio 2003 a dicembre 2004; venne gestita dall'Ufficio Idrografico di Venezia fino al 1996, successivamente dal 1997 al 2002 fu gestita da ARPAV. Dal 1993 ARPAV iniziò ad installare varie stazioni meteorologiche automatiche ma non a Badia, a causa delle strumentazioni obsolete e per la lentezza nelle rilevazioni e con operazioni macchinose; la più vicina si trova a Masi ad 1 km di distanza nel Padovano. 

## Coordinate geografiche
La stazione meteorologica si trova nell'area climatica dell'Italia nord-orientale, nel Veneto, in provincia di Rovigo, nel comune di Badia Polesine, a 11 metri s.l.m. e alle coordinate geografiche 45°06′N 11°28′E.

## Dati climatologici
In base alla media trentennale di riferimento 1961-1990, la temperatura media del mese più freddo, gennaio, si attesta a +1,7 °C, quella del mese più caldo, luglio, è di +22,8 °C.
Le precipitazioni medie annue, distribuite in modo irregolare con un minimo relativo invernale, si aggirano sui 700 mm e sono distribuite mediamente in 81 giorni .
| Badia Polesine        | Mesi   | Mesi   | Mesi   | Mesi   | Mesi   | Mesi   | Mesi   | Mesi   | Mesi   | Mesi   | Mesi   | Mesi   | Stagioni | Stagioni | Stagioni | Stagioni | Anno |
| Badia Polesine        | Gen    | Feb    | Mar    | Apr    | Mag    | Giu    | Lug    | Ago    | Set    | Ott    | Nov    | Dic    | Inv      | Pri      | Est      | Aut      | Anno |
| --------------------- | ------ | ------ | ------ | ------ | ------ | ------ | ------ | ------ | ------ | ------ | ------ | ------ | -------- | -------- | -------- | -------- | ---- |
| T. max. media (°C)    | 4,9    | 9,1    | 14,0   | 18,7   | 23,4   | 27,4   | 29,4   | 28,5   | 24,6   | 18,0   | 10,7   | 5,1    | 6,4      | 18,7     | 28,4     | 17,8     | 17,8 |
| T. min. media (°C)    | −1,4   | 0,6    | 3,4    | 6,6    | 10,6   | 14,4   | 16,2   | 15,9   | 12,9   | 8,0    | 3,7    | −1,0   | −0,6     | 6,9      | 15,5     | 8,2      | 7,5  |
| Precipitazioni (mm)   | 59     | 54     | 48     | 57     | 69     | 63     | 49     | 78     | 55     | 54     | 81     | 51     | 164      | 174      | 190      | 190      | 718  |
| Giorni di pioggia     | 7      | 7      | 7      | 8      | 8      | 7      | 5      | 6      | 5      | 6      | 9      | 6      | 20       | 23       | 18       | 20       | 81   |
| Vento (direzione-m/s) | NW 3,6 | NW 3,9 | NE 4,0 | NW 4,1 | NW 4,1 | NW 3,9 | NW 3,6 | NW 3,8 | NW 3,7 | NE 3,8 | NW 3,8 | NW 3,8 | 3,8      | 4,1      | 3,8      | 3,8      | 3,8  |

## Valori estremi

### Dicembre 1940
Degno di nota quel mese eccezionale tant'è che per molte zone d'Italia fu il dicembre più freddo dal 1900 in poi. Fu record anche per la siccità e dominarono le inversioni termiche. Solo il giorno 1 fu registrata la temperatura massima di 8°C e l'unica minima positiva ad 1°C. Ci furono 11 giornate di ghiaccio con ben 2 minime a -12°C (i giorni 28 e 29). Consecutivamente la media delle massime fu di 2,8°C mentre quella delle minime di -5,2°C, valore eccezionale ed estremo pure per il mese di gennaio (il più freddo statisticamente). Così il mese chiuse mediamente a -1,2°C (anomalia record di -4,1°C secondo l'allora media di riferimento di Rovigo di 2,9°C). 

### Febbraio 1956
Memorabile fu l'ondata di freddo del febbraio 1956 con sole due minime sopra gli 0°C (entrambe a +1°C) e ben 10 giorni di ghiaccio. La temperatura più bassa fu il giorno 16 con minima di ben -20°C.

### Gennaio 1963
Dalla seconda metà del mese, in seguito ad un'ondata di freddo ci furono notevoli valori registrati, di cui ben 3 giorni non consecutivi con minime di -14°C (tra cui il giorno più freddo, il giorno 16 con massima di -3°C). Il mese ebbe 11 giornate di ghiaccio. La consecutiva media delle massime fu di 3°C e quella delle minime di -5,5°C. La media mensile fu estrema dato che finì con -1,3°C, mentre la media storica di riferimento era 1,3°C (anomalia di -2,6°C).

### Gennaio 1985
Durante l'ondata estrema di freddo del gennaio 1985 si registrarono -21°C il giorno 12 con massima di appena -10°C. Quel gennaio ebbe solamente una minima sopra 0°C, il giorno 24 con ben 23 giorni sotto gli 0°C. Ci furono ben 10 giorni di ghiaccio. Da citare anche la conseguente media mensile di -3°C, estremo dato che la media mensile storica di riferimento per l'epoca era di 1,2°C. La media delle massime fu di -0,1°C mentre quella delle minime di -5,8°C.